# Dub u Starohaklovského rybníka
Dub u Starohaklovského rybníka je památný strom, který roste u bývalé bašty, 750 m severně od obce Haklovy Dvory a nedaleko malého pivovaru Kněžínek. Památným stromem byl dub vyhlášen 19. června 1998 rozhodnutím Úřadu města České Budějovice.

## Základní údaje
- název: Dub u Starohaklovského rybníka[2]
- druh: dub letní (Quercus robur)[2]
- výška 32 m (1998)[2]
- výška koruny: 25 m (2012)[4]
- šířka koruny: 24 m (2012)[4]
- obvod kmene: 450 cm (2012)[4]
- věk: 250 (1998)[2]
- souřadnice: 49°0'4.464"N, 14°24'35.122"E

## Stav stromu
Strom je ve velmi dobrém stavu. V okolí stromu stanovil odbor životního prostředí Úřadu města České Budějovice ochranné pásmo s poloměrem 13 m.

## Památné stromy v okolí
- Dub u Čejkovic
- Jinan u loděnice
- Dub u Třebína II.
- Dub u Městského rybníka